# Dobromir Zhechev
Dobromir Zhéchev (en búlgaro: Добромир Георгиев Жечев; Sofía, Bulgaria; 12 de noviembre de 1942) es un exfutbolista y entrenador búlgaro que jugó en la posición de defensa.

## Carrera

### Club
Inició su carrera en 1958 con el Spartak Sofia, equipo en el que estuvo por 10 años, participó en 216 partidos y anotó siete goles, además de ganar la Copa de Bulgaria en la temporada 1966/67.
En 1968 pasa al Levski Sofia con quien fue campeón de liga en dos ocasiones y ganó la copa de Bulgaria otras dos veces, participó en 153 partidos y anotó 12 goles, retirándose en 1974.

### Selección nacional
Jugó para Bulgaria de 1961 a 1974 en 73 partidos y anotó dos goles, además de jugar en los cuatro primeras apariciones de Bulgaria en la Copa Mundial de Fútbol, algo que actualmente no ha hecho ningún futbolista con Bulgaria, y anotó un gol en la edición de México 1970. También ganó la Copa de los Balcanes de 1976.
A nivel de selecciones menores ganó la Campeonato Europeo Sub-18 1959.

### Entrenador
Inició en 1975 como asistente del Levski Sofia, siendo entrenador principal del club en dos etapas así como el en PAS Giannina y el POFC Botev Vratsa, así como equipos en Arabia Saudita hasta 2011.

## Logros

### Club
Spartak Sofia
- Copa de Bulgaria (1): 1967–68

Levski Sofia
- A PFG (2): 1969–70, 1973–74
- Copa de Bulgaria (2): 1969–70, 1970–71

### Selección nacional
- Copa de los Balcanes (1): 1973/76
- Eurocopa Sub-19 (1): 1959